# ديربي تاين تيز
ديربي تاين تيز هو مصطلح يستخدمه البعض لمباراة كرة قدم بين نيوكاسل يونايتد وميدلزبره. هناك مسافة 42 ميلا بين الفريقين.
ازدادت أهمية المباراة في أواخر التسعينيات وأوائل العقد الأول من القرن الحادي والعشرين، باعتبارها المباراة الوحيدة بين الشمال والشرق، حيث كان نيوكاسل يونايتد وميدلزبره في ذلك الوقت فريقين في الدوري الإنجليزي الممتاز (بينما كان سندرلاند في دوري الدرجة الأولى في ذلك الوقت). تمتع كلا الفريقين بدرجة من النجاح في هذه الفترة: تأهل نيوكاسل إلى دوري أبطال أوروبا، ولعب على لقب الدوري الإنجليزي الممتاز. كان ميدلزبره يملك لاعبين بارزين مثل جونينيو، فابريزيو رافانيلي، جيمي فلويد هاسيلبينك، ومارك فيدوكا، وصل إلى نهائيات الكأس الخمس الكبرى من 1997 إلى 2006، بما في ذلك نهائي كأس الاتحاد الأوروبي 2006 وحصل على كأس رابطة الأندية الإنجليزية المحترفة 2004.
يلعب ميدلزبره مبارياته على أرضه على ملعب ريفرسايد، بينما يلعب نيوكاسل يونايتد مبارياته على أرضه على ملعب سانت جيمس بارك.

## نتائج
يوضح الجدول التالي نتائج المباريات بين نيوكاسل وميدلزبره منذ عام 1988.
| التاريخ        | البطولة                                            | الملعب            | النتيجة              | ملاحظات |
| -------------- | -------------------------------------------------- | ----------------- | -------------------- | --- |
| 13 مارس 2010   | دوري البطولة الإنجليزية                            | ملعب ريفرسايد     | ميدلزبره 2–2 نيوكاسل | |
| 20 ديسمبر 2009 | دوري البطولة الإنجليزية                            | سانت جيمس بارك    | نيوكاسل 2–0 ميدلزبره | أول ديربي تاين تيز خارج الدوري الإنجليزي الممتاز منذ 18 عامًا، سجل رقم قياسي لحضور إحدى مباريات دوري البطولة الإنجليزية بحضور 49644 متفرج |
| 11 مايو 2009   | الدوري الإنجليزي الممتاز                           | سانت جيمس بارك    | نيوكاسل 3–1 ميدلزبره | هبط كلا الفريقين |
| 29 نوفمبر 2008 | الدوري الإنجليزي الممتاز                           | ملعب ريفرسايد     | ميدلزبره 0–0 نيوكاسل | |
| 3 فبراير 2008  | الدوري الإنجليزي الممتاز                           | سانت جيمس بارك    | نيوكاسل 1–1 ميدلزبره | |
| 26 أغسطس 2007  | الدوري الإنجليزي الممتاز                           | ملعب ريفرسايد     | ميدلزبره 2–2 نيوكاسل | |
| 3 أبريل 2007   | الدوري الإنجليزي الممتاز                           | سانت جيمس بارك    | نيوكاسل 0–0 ميدلزبره | |
| 22 أكتوبر 2006 | الدوري الإنجليزي الممتاز                           | ملعب ريفرسايد     | ميدلزبره 1–0 نيوكاسل | |
| 9 أبريل 2006   | الدوري الإنجليزي الممتاز                           | ملعب ريفرسايد     | ميدلزبره 1–2 نيوكاسل | |
| 2 يناير 2006   | الدوري الإنجليزي الممتاز                           | سانت جيمس بارك    | نيوكاسل 2–2 ميدلزبره | |
| 27 أبريل 2005  | الدوري الإنجليزي الممتاز                           | سانت جيمس بارك    | نيوكاسل 0–0 ميدلزبره | |
| 14 أغسطس 2004  | الدوري الإنجليزي الممتاز                           | ملعب ريفرسايد     | ميدلزبره 2–2 نيوكاسل | |
| 21 فبراير 2004 | الدوري الإنجليزي الممتاز                           | سانت جيمس بارك    | نيوكاسل 2–1 ميدلزبره | |
| 19 أكتوبر 2003 | الدوري الإنجليزي الممتاز                           | ملعب ريفرسايد     | ميدلزبره 0–1 نيوكاسل | |
| 5 مارس 2003    | الدوري الإنجليزي الممتاز                           | ملعب ريفرسايد     | ميدلزبره 1–0 نيوكاسل | |
| 4 نوفمبر 2002  | الدوري الإنجليزي الممتاز                           | سانت جيمس بارك    | نيوكاسل 2–0 ميدلزبره | |
| 26 ديسمبر 2001 | الدوري الإنجليزي الممتاز                           | سانت جيمس بارك    | نيوكاسل 3–0 ميدلزبره | |
| 8 سبتمبر 2001  | الدوري الإنجليزي الممتاز                           | ملعب ريفرسايد     | ميدلزبره 1–4 نيوكاسل | |
| 17 مارس 2001   | الدوري الإنجليزي الممتاز                           | سانت جيمس بارك    | نيوكاسل 1–2 ميدلزبره | |
| 16 أكتوبر 2000 | الدوري الإنجليزي الممتاز                           | ملعب ريفرسايد     | ميدلزبره 1–3 نيوكاسل | |
| 2 مايو 2000    | الدوري الإنجليزي الممتاز                           | ملعب ريفرسايد     | ميدلزبره 2–2 نيوكاسل | |
| 3 أكتوبر 1999  | الدوري الإنجليزي الممتاز                           | سانت جيمس بارك    | نيوكاسل 2–1 ميدلزبره | |
| 1 مايو 1999    | الدوري الإنجليزي الممتاز                           | سانت جيمس بارك    | نيوكاسل 1–1 ميدلزبره | |
| 6 ديسمبر 1998  | الدوري الإنجليزي الممتاز                           | ملعب ريفرسايد     | ميدلزبره 2–2 نيوكاسل | |
| 22 فبراير 1997 | الدوري الإنجليزي الممتاز                           | ملعب ريفرسايد     | ميدلزبره 0–1 نيوكاسل | |
| 27 نوفمبر 1996 | كأس رابطة الأندية الإنجليزية المحترفة الدور الرابع | ملعب ريفرسايد     | ميدلزبره 3–1 نيوكاسل | |
| 3 نوفمبر 1996  | الدوري الإنجليزي الممتاز                           | سانت جيمس بارك    | نيوكاسل 3–1 ميدلزبره | |
| 10 فبراير 1996 | الدوري الإنجليزي الممتاز                           | ملعب ريفرسايد     | ميدلزبره 1–2 نيوكاسل | |
| 30 أغسطس 1995  | الدوري الإنجليزي الممتاز                           | سانت جيمس بارك    | نيوكاسل 1–0 ميدلزبره | |
| 07 أكتوبر 1992 | كأس رابطة الأندية الإنجليزية المحترفة الدور الثاني | ملعب ايريسوم بارك | ميدلزبره 1–3 نيوكاسل | مبارة العودة. فاز نيوكاسل 3-1 في مجموع المباراتين                                                                                        |
| 23 سبتمبر 1992 | كأس رابطة الأندية الإنجليزية المحترفة الدور الثاني | سانت جيمس بارك    | نيوكاسل 0–0 ميدلزبره | مباراة الذهاب |
| 26 ديسمبر 1991 | دوري كرة القدم الإنجليزية الدرجة الثانية           | سانت جيمس بارك    | نيوكاسل 0–1 ميدلزبره | |
| 27 أغسطس 1991  | دوري كرة القدم الإنجليزية الدرجة الثانية           | ملعب ايريسوم بارك | ميدلزبره 3–0 نيوكاسل | |
| 12 مارس 1991   | دوري كرة القدم الإنجليزية الدرجة الثانية           | ملعب ايريسوم بارك | ميدلزبره 3–0 نيوكاسل | |
| 10 أكتوبر 1990 | كأس رابطة الأندية الإنجليزية المحترفة الدور الثاني | سانت جيمس بارك    | نيوكاسل 1–0 ميدلزبره | مبارة العودة. فاز ميدلزبره 2-1 في مجموع المباراتين                                                                                       |
| 3 أكتوبر 1990  | دوري كرة القدم الإنجليزية الدرجة الثانية           | سانت جيمس بارك    | نيوكاسل 0–0 ميدلزبره | المبارىة الثانية من ثلاثة مباريات لعبت في 15 يومًا                                                                                        |
| 25 سبتمبر 1990 | كأس رابطة الأندية الإنجليزية المحترفة الدور الثاني | ملعب ايريسوم بارك | ميدلزبره 2–0 نيوكاسل | مبارة الذهاب |
| 5 مايو 1990    | دوري كرة القدم الإنجليزية الدرجة الثانية           | ملعب ايريسوم بارك | ميدلزبره 4–1 نيوكاسل | تجنب ميدلزبره الهبوط وفقد نيوكاسل الصعود نتيجة هذه المباراة                                                                              |
| 23 يناير 1990  | كأس الأعضاء الكاملة                                | ملعب ايريسوم بارك | ميدلزبره 1–0 نيوكاسل | نصف النهائي القسم الشمالي |
| 4 نوفمبر 1989  | دوري كرة القدم الإنجليزية الدرجة الثانية           | سانت جيمس بارك    | نيوكاسل 2–2 ميدلزبره | |
| 26 فبراير 1989 | دوري كرة القدم الإنجليزية                          | ملعب ايريسوم بارك | ميدلزبره 2–2 نيوكاسل | |
| 26 أكتوبر 1988 | دوري كرة القدم الإنجليزية                          | سانت جيمس بارك    | نيوكاسل 3–0 ميدلزبره | |